# Sexy Star II
Sexy Star II (Mexicali, Baja California, 4 de agosto de 1999) es una luchadora profesional mexicana. Actualmente es independiente así como en el circuito independiente. Star también fue conocida anteriormente como La Hija de Gatubela y Picadura Letal. Posteriormente trabajo en la empresa Lucha Libre AAA Worldwide (AAA).

## Carrera

### Circuito independiente (2016-presente)
La Hija de Gatúbela fue entrenada por Tapatío Jr., Black Shadow Jr., Príncipe Negro y Mr. Tempest y debutó en julio de 2016 en su ciudad natal de Mexicali. Luego de varios años en la escena independiente, firmó con Kaoz Lucha Libre en enero de 2021.

### Lucha Libre AAA Worldwide (2021-2024)
En mayo del mismo año, debutó en Lucha Libre AAA Worldwide en su evento Rey de Reyes bajo el nombre de ring Sexy Star, que anteriormente perteneció a otra luchadora del mismo nombre. Su contrato con AAA no es exclusivo y continúa luchando en la escena independiente, incluso en Estados Unidos. En enero de 2022, Star ganó el Campeonato Femenino de The Crash. En Triplemanía XXX en Monterrey en agosto del mismo año, luchó por los títulos mixtos junto a Komander, pero perdió ante Sammy Guevara y Tay Conti.
El 5 de febrero de 2023 en Rey de Reyes, ganó el torneo Reina de Reinas entre cinco luchadoras.
En octubre de 2024, Star anunció su salida de la empresa.

## Campeonatos y logros
- Kaoz Lucha Libre
  - Kaoz Women's Tag Team Championship (1 vez) – con Black Widow

- Lucha Libre AAA Worldwide
  - Reina de Reinas (2023)[7]

- The Crash
  - Campeonato Femenino de The Crash (1 vez)